# Пальшау, Борис Григорьевич
Борис Григорьевич Пальшау (1874—1920) — полковник 10-го гусарского Ингерманландского полка, герой Первой мировой войны, участник Белого движения.

## Биография
Православный. Из дворян. Уроженец Харьковской губернии.
Среднее образование получил в Харьковском реальном училище, где окончил пять классов. В 1897 году окончил Елисаветградское кавалерийское юнкерское училище, откуда выпущен был эстандарт-юнкером в 30-й драгунский Ингерманландский полк. Произведен в корнеты 10 апреля 1898 года, в поручики — 15 марта 1902 года.
С началом русско-японской войны, 21 июня 1904 года переведен в 7-й Сибирский казачий полк с переименованием в сотники. За боевые отличия был награждён четырьмя орденами, участвовал в сражении под Мукденом. 26 марта 1906 года переведен обратно в 30-й драгунский Ингерманландский полк с переименованием в поручики. Произведен в штабс-ротмистры 1 сентября 1906 года, в ротмистры — 10 января 1914 года.
В Первую мировую войну вступил в должности начальника конно-пулеметной команды ингерманландских гусар. Пожалован Георгиевским оружием
За то, что, в бою 8 августа 1914 года, находясь в положении исключительной опасности, в сфере действительного ружейного и пулеметного огня, состоя начальником конно-пулеметной команды, давал точные и верные указания для корректирования стрельбы своей команды, чем и дал возможность нанести неприятелю решительное поражение.
Произведен в подполковники 2 апреля 1915 года «за отличия в делах против неприятеля», в полковники — 24 июня 1916 года. В конце 1917 года временно командовал 10-м гусарским Ингерманландским полком.
В Гражданскую войну участвовал в Белом движении на Юге России. Осенью 1918 года с группой офицеров и гусар-ингерманландцев под командой полковника Барбовича с боями пробился из Чугуева на Дон, где присоединился к Добровольческой армии. Служил в Ингерманландском гусарском дивизионе в составе Добровольческой армии и ВСЮР. В октябре—ноябре 1919 года был начальником Полтавского отряда. В Русской армии был назначен командиром пешего полка 1-й кавалерийской дивизии. Убит в бою у залива Сиваш 28 октября 1920 года.

## Награды
- Орден Святой Анны 4-й ст. с надписью «за храбрость» (ВП 19.02.1905)
- Орден Святой Анны 3-й ст. с мечами и бантом (ВП 10.06.1905)
- Орден Святого Станислава 3-й ст. с мечами и бантом (ВП 21.09.1905)
- Орден Святого Владимира 4-й ст. с мечами и бантом (ВП 22.06.1906)
- Орден Святого Станислава 2-й ст. (ВП 10.12.1911)
- Георгиевское оружие (ВП 9.03.1915)
- Орден Святой Анны 2-й ст. с мечами (ВП 25.06.1915)
- мечи к ордену Св. Станислава 2-й ст. (ВП 3.10.1915)